# 30012 Sohamdaga
30012 Sohamdaga è un asteroide della fascia principale. Scoperto nel 2000, presenta un'orbita caratterizzata da un semiasse maggiore pari a 2,3261716 UA e da un'eccentricità di 0,1407049, inclinata di 7,24661° rispetto all'eclittica.